# Jon Hamm

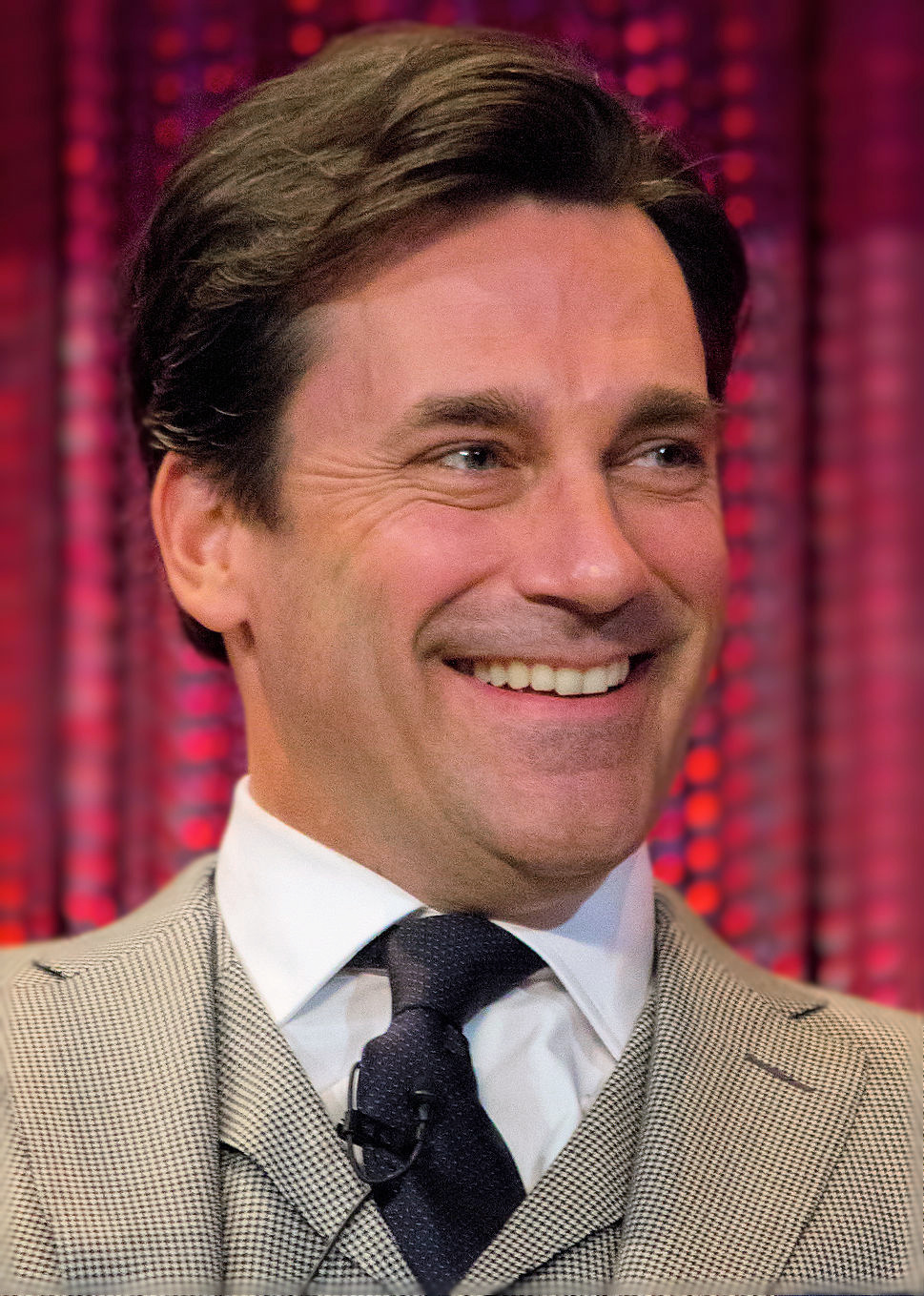
Jon Hamm (2014)

Jonathan „Jon“ Daniel Hamm (* 10. März 1971 in St. Louis, Missouri) ist ein US-amerikanischer Schauspieler. Bekannt wurde er vor allem durch seine Hauptrolle als Werbefachmann Don Draper in der preisgekrönten Fernsehserie Mad Men, den er von 2007 bis 2015 verkörperte. Für seine darstellerische Leistung erhielt er unter anderem einen Emmy und zwei Golden Globe Awards.

## Leben
Jon Hamm wuchs in seiner Geburtsstadt St. Louis auf. Seine Eltern trennten sich, als er zwei Jahre alt war, und er lebte bei seiner Mutter. Nach deren Krebstod wuchs er ab dem zehnten Lebensjahr bei seinem Vater und seiner Großmutter auf. Die Familie besaß einen eigenen Lastwagenbetrieb. Als Jon Hamm 20 Jahre alt war, starb sein Vater mittellos. Hamm, der bereits im Alter von sechs Jahren in einer Aufführung Pu den Bären gegeben hatte, besuchte bis 1989 die John Burroughs School in Ladue, Missouri, wo er Mitglied des High-School-Footballteams war. Die Schulkosten und der spätere Besuch des Colleges wurden durch einen Treuhandfonds seiner Mutter finanziert, die sich gewünscht hatte, dass Hamm die renommierte Privatschule besucht.
In der John Burroughs School lernte er den Schauspiellehrer Dwayne Salmon kennen, der ihn in einer Inszenierung des Stückes Godspell auftreten ließ („Ich hatte das Gefühl, dass die Schauspielerei ein idealer Platz für Waisen wie mich sein müsste, Waisen auch im universellen Sinn: Man wandert als Schauspieler von Projekt zu Projekt und schafft sich bei jedem eine Art Familienstruktur auf Zeit.“). Nach dem Schulabschluss schrieb er sich an der University of Texas ein, verließ die Hochschule aber noch vor dem Vordiplom aufgrund schlechter Noten, die laut eigenen Angaben seinem damaligen zügellosen Lebensstil zuzuschreiben waren. Während dieser Zeit kam es zu einem gewaltsamen Vorfall in Hamms Studentenverbindung. Er und ein paar weitere Mitglieder der lokalen Ortsgruppe der Sigma-Nu-Fraternity sollen dabei einen Anwärter schwer misshandelt haben. So soll Hamm ihm unter anderem die Hosen in Brand gesteckt und ihn dann mit einem Paddle geschlagen haben, unter anderem direkt auf die Niere. Der Anwärter musste medizinisch Behandelt werden und verklagte Hamm und die anderen Verantwortlichen. Hamm erhielt eine sogenannte deferred adjudication, einen Strafaufschub, in dem er eine Bewährungszeit absolvieren musste, aber nicht förmlich Verurteilt wurde. Die Studentenverbindung wurde an der University of Texas aufgelöst.
Hamm kehrte in seine Heimatstadt zurück und ging auf das College der University of Missouri-Columbia, die er mit einem Bachelor-Abschluss in Englisch verließ. Hamm hatte während seiner College-Zeit ein Theaterstipendium erhalten und an Theaterinszenierungen mitgewirkt. Sein professionelles Debüt als Theaterschauspieler gab er in der Campus-Inszenierung der Shakespeare-Komödie Ein Sommernachtstraum einer Theatergruppe aus Chicago. Später kehrte er zu seiner alten High School zurück, wo er ein Jahr lang Schauspiel unterrichtete und mit seinem ehemaligen Mentor zusammenarbeitete. Auch engagierte er sich in dieser Zeit als Betreuer in einer Kindertagesstätte namens Kids Depot.

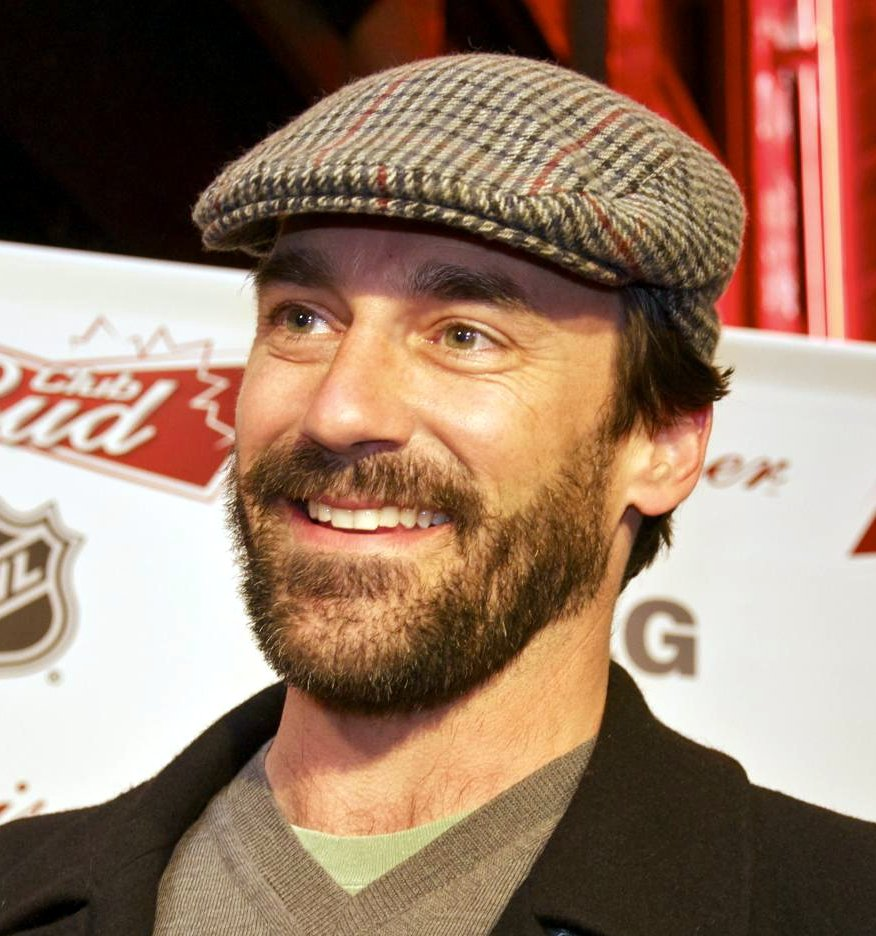
Hamm während der Olympischen Winterspiele 2010 in Vancouver

Anfang der 1990er Jahre verließ Hamm St. Louis, um eine Karriere im Showbusiness zu starten. Mit 150 Dollar Eigenkapital zog er zu einer Tante nach Los Angeles und gelangte durch die Bekanntschaft mit dem Schauspieler Paul Rudd an einen Agenten. Doch erst nach drei Jahren gelang es ihm, erste Rollenangebote zu erhalten. Solange finanzierte er sich seinen Lebensunterhalt mit Arbeiten in einem Restaurant, als Schauspiellehrer sowie als Setdesigner in der Soft-Porno-Industrie. Sein Debüt hatte Hamm 2000 mit der Statistenrolle eines jungen Testpiloten in Clint Eastwoods Komödie Space Cowboys. Ein erster Erfolg war das Engagement als Burt Ridley in der Fernsehserie Providence, in der er als Objekt der Begierde von Paula Cale agierte. Die Rolle des romantischen Feuerwehrmannes, ursprünglich nur als Gastrolle angelegt, spielte er in insgesamt 18 Folgen bis 2001. Daraufhin erhielt Hamm 2002 eine wiederkehrende Rolle als scheinbar unbekümmerter Inspektor Nate Basso in Lady Cops – Knallhart weiblich (The Division). Bis 2004 spielte er in der Polizeiserie, die vom Leben von fünf San Franciscoer Polizeibeamtinnen handelt, den Partner von Tracey Needham. Weitere Gastrollen in bekannten Serien wie Gilmore Girls (2002), Charmed – Zauberhafte Hexen oder CSI: Miami (jeweils 2005) sowie wiederkehrende Rollen in What About Brian (2006–2007) und The Unit – Eine Frage der Ehre (2006–2007) schlossen sich an, während er mit der Nebenrolle des Captain Matt Dillon in Randall Wallaces Kriegsfilm Wir waren Helden erneut im Kino vertreten war.
Viele Angebote lehnte der 1,82 m große Schauspieler aber ab, da er laut eigenen Angaben nur Rollen übernehmen wollte, die ihn selbst interessierten. Den großen Durchbruch als Fernsehschauspieler verschaffte Hamm die Hauptrolle in der ab 2007 bei AMC ausgestrahlten Drama-Serie Mad Men, die von den Mitarbeitern einer fiktiven New Yorker Werbeagentur in den früheren 1960er Jahren handelt. Für den Part des verheirateten Familienvaters Don Draper, Creative Director und später Junior-Chef, den Affären und eine mysteriöse Vergangenheit umgeben, hatte Hamm insgesamt siebenmal vorsprechen müssen. Der Lohn für das bis zur „glatten Perfektion“ gespielte Porträt des zuvor hauptsächlich im Komödienfach agierenden Schauspielers war 2008 der Gewinn des Golden Globe Awards als Bester Hauptdarsteller in einer Drama-Serie. Hamm hatte sich unter anderem gegen den zweimal zuvor erfolgreichen Briten Hugh Laurie (Dr. House) durchsetzen können, während die Serie (geschaffen nach einer Idee des Sopranos-Drehbuchautors Matthew Weiner) ebenfalls mit dem Golden Globe und dem Emmy prämiert wurde.
Jon Hamm lebt in Los Angeles und zählt Schauspieler wie Jeff Bridges, Sam Elliott und Greg Kinnear zu seinen Vorbildern. Der passionierte Golfspieler war mit der amerikanischen Schauspielerin und Drehbuchautorin Jennifer Westfeldt liiert, mit der er 1997 bei der Aufführung ihres Off-Broadway-Stückes Lipschtick auf der Bühne stand. Beide waren auch gemeinsam in dem auf dem Theaterstück basierenden Kinofilm Kissing Jessica (2001) zu sehen sowie in dem Spielfilm Ira and Abby (2006). Gemeinsam gründeten sie 2009 die Produktionsfirma Points West Pictures, die Westfeldts Spielfilmkomödie Friends with Kids (2011) koproduzierte. Im September 2015 gaben Hamm und Westfeldt nach 18-jähriger Beziehung öffentlich ihre Trennung bekannt. 
Im Jahr 2008 folgten zwei Kinofilme, darunter der Part des Dr. Granier in Scott Derricksons Neuverfilmung des Science-Fiction-Klassikers Der Tag, an dem die Erde stillstand aus dem Jahr 1951, wobei Keanu Reeves die Hauptrolle  hatte. Im selben Jahr begann die Ausstrahlung der zweiten Staffel von Mad Men, und Hamm belegte bei der jährlichen Sexiest Man Alive-Wahl des People Magazines den dritten Platz hinter dem australischen Schauspieler Hugh Jackman und dem James-Bond-Darsteller Daniel Craig. 2009 spielte Hamm auch in der dritten Staffel von Mad Men, erhielt für die Rolle des Don Draper eine weitere Golden-Globe- und eine weitere Emmy-Nominierung und gewann die Goldene Nymphe des Fernsehfestivals von Monte Carlo. Zwei weitere Emmy-Nominierungen brachten ihm seine Gastauftritte als freundlicher, linkischer Kinderarzt Dr. Drew Baird neben Tina Fey in der Comedy-Serie 30 Rock ein. Nach Einstellung von Mad Men im Jahr 2015 gewann er im selben Jahr nach sieben nicht-erfolgreichen Emmy-Nominierungen die Auszeichnung als bester Hauptdarsteller in einer Dramaserie.
Im Juni 2011 unterzeichnete Hamm einen Dreijahresvertrag für drei weitere Staffeln von Mad Men. Bei der dritten Folge der fünften Staffel (2012) führte er erstmals Regie. Seit 2012 ist er auch als älteres Ich von Daniel Radcliffe in der Miniserie A Young Doctor’s Notebook zu sehen.
2017 wurde er in die Academy of Motion Picture Arts and Sciences (AMPAS) aufgenommen, die jährlich die Oscars vergibt.

## Filmografie (Auswahl)

### Spielfilme (Auswahl)
- 2000: Space Cowboys
- 2001: Kissing Jessica (Kissing Jessica Stein)
- 2002: Wir waren Helden (We Were Soldiers)
- 2006: Ira and Abby
- 2007: The Ten
- 2008: Der Tag, an dem die Erde stillstand (The Day the Earth Stood Still)
- 2009: Stolen Lives – Tödliche Augenblicke (Stolen Lives)
- 2010: A Single Man (Stimme)
- 2010: Howl – Das Geheul (Howl)
- 2010: Das A-Team – Der Film (The A-Team)
- 2010: The Town – Stadt ohne Gnade (The Town)
- 2011: Sucker Punch
- 2011: Brautalarm (Bridesmaids)
- 2011: Friends with Kids
- 2013: Clear History
- 2013: The Kongress
- 2014: Million Dollar Arm
- 2015: Minions (Sprechrolle)
- 2016: Die Jones – Spione von nebenan (Keeping Up with the Joneses)
- 2017: Marjorie Prime
- 2017: Baby Driver
- 2018: Catch Me! (Tag)
- 2018: Bad Times at the El Royale
- 2018: Beirut
- 2019: The Report
- 2019: Lucy in the Sky
- 2019: Der Fall Richard Jewell (Richard Jewell)
- 2020: Der Duft von wildem Thymian (Wild Mountain Thyme)
- 2021: No Sudden Move
- 2022: Top Gun: Maverick
- 2022: Gib’s zu, Fletch (Confess, Fletch)
- 2022: Corner Office
- 2023: Maggie Moore(s)
- 2024: Mean Girls – Der Girls Club (Mean Girls)

### Fernsehserien
- 2000: Allein unter Nachbarn (The Hughleys, Folge 2x15)
- 2000–2001: Providence (18 Folgen)
- 2002: Gilmore Girls (Folge 3x05)
- 2002–2004: Lady Cops – Knallhart weiblich (The Division, 16 Folgen)
- 2005: Charmed – Zauberhafte Hexen (Charmed, Folge 7x11)
- 2005: Point Pleasant (2 Folgen)
- 2005: CSI: Miami (2 Folgen)
- 2006–2007: What About Brian (6 Folgen)
- 2006–2007: The Unit – Eine Frage der Ehre (The Unit, 5 Folgen)
- 2007–2015: Mad Men (92 Folgen)
- 2009–2012: 30 Rock (7 Folgen)
- 2010–2013: Childrens Hospital (5 Folgen)
- 2011: Robot Chicken (2 Folgen)
- 2011–2012: Saturday Night Live (3 Folgen)
- 2012: The Increasingly Poor Decisions of Todd Margaret (4 Folgen)
- 2012–2013: A Young Doctor’s Notebook (Miniserie, 8 Folgen)
- 2014: Black Mirror (Weihnachtsspecial)
- 2015–2019: Unbreakable Kimmy Schmidt (15 Folgen)
- 2016–2018: All or Nothing (Sportdokumentation, nur als Erzähler)
- 2018: Legion (7 Folgen, nur als Erzähler)
- 2018: Barry (Folge 1x04)
- seit 2019: Good Omens
- 2020–2021: Bless the Harts (Stimme)
- 2021: Invincible (Fernsehserie, Stimme, 2 Folgen)
- 2023: The Morning Show (10 Folgen)
- seit 2023: Fargo
- 2024: Landman
- 2025: Your Friends & Neighbors

## Synchronsprecher
Jon Hamm wird von verschiedenen Synchronsprechern synchronisiert, seit Mad Men in den meisten seiner Film- und Serienauftritten von Sascha Rotermund.

## Auszeichnungen

### Emmy
- 2008: nominiert als Bester Hauptdarsteller in einer Dramaserie für Mad Men
- 2009: nominiert als Bester Hauptdarsteller in einer Dramaserie für Mad Men und als Bester Gastdarsteller in einer Comedyserie für 30 Rock
- 2010: nominiert als Bester Hauptdarsteller in einer Dramaserie für Mad Men und als Bester Gastdarsteller in einer Comedyserie für 30 Rock
- 2011: nominiert als Bester Hauptdarsteller in einer Dramaserie für Mad Men
- 2012: nominiert als Bester Hauptdarsteller in einer Dramaserie für Mad Men und als Bester Gastdarsteller in einer Comedyserie für 30 Rock
- 2013: nominiert als Bester Hauptdarsteller in einer Dramaserie für Mad Men
- 2014: nominiert als Bester Hauptdarsteller in einer Dramaserie für Mad Men
- 2015: nominiert als Bester Gastdarsteller in einer Comedyserie für Unbreakable Kimmy Schmidt
- 2015: Bester Hauptdarsteller in einer Dramaserie für Mad Men

### Golden Globe Award
- 2008: Bester Hauptdarsteller in einer Dramaserie für Mad Men
- 2009: nominiert als Bester Hauptdarsteller in einer Dramaserie für Mad Men
- 2010: nominiert als Bester Hauptdarsteller in einer Dramaserie für Mad Men
- 2011: nominiert als Bester Hauptdarsteller in einer Dramaserie für Mad Men
- 2013: nominiert als Bester Hauptdarsteller in einer Dramaserie für Mad Men
- 2016: Bester Hauptdarsteller in einer Dramaserie für Mad Men

### Weitere
Fernsehfestival von Monte Carlo
- 2009: Goldene Nymphe als Bester Darsteller in einer Drama-Serie für Mad Men
- 2010: nominiert für die Goldene Nymphe als Bester Darsteller in einer Drama-Serie für Mad Men
- 2011: Goldene Nymphe als Bester Darsteller in einer Drama-Serie für Mad Men

Satellite Awards
- 2008: nominiert als Bester Darsteller in einer Fernsehserie – Drama für Mad Men
- 2009: nominiert als Bester Darsteller in einer Fernsehserie – Drama für Mad Men

Screen Actors Guild Awards
- 2008: nominiert in den Kategorien Bester Darsteller in einer Fernsehserie – Drama und Bestes Schauspielensemble – Drama für Mad Men
- 2009: Bestes Schauspielensemble und nominiert in den Kategorien Bester Darsteller in einer Fernsehserie – Drama für Mad Men
- 2010: Bestes Schauspielensemble – Drama und nominiert als Bester Darsteller in einer Fernsehserie – Drama für Mad Men
- 2011: nominiert in den Kategorien Bester Darsteller in einer Fernsehserie – Drama und Bestes Schauspielensemble – Drama für Mad Men

TV Land Awards
- 2008: nominiert in der Kategorie: Mad Ad Man (or Woman) of the Year für Mad Men

Television Critics Association Awards
- 2008: nominiert in der Kategorie Beste Einzelleistung – Drama für Mad Men
- 2009: nominiert in der Kategorie Beste Einzelleistung – Drama für Mad Men
- 2011: Beste Einzelleistung – Drama für Mad Men

The Hollywood Reporter Award
- 2010: Bester Hauptdarsteller für Mad Men